# Bryoptera fulvisquamosa
Bryoptera fulvisquamosa är en fjärilsart som beskrevs av Louis Beethoven Prout 1931. Bryoptera fulvisquamosa ingår i släktet Bryoptera och familjen mätare. Inga underarter finns listade i Catalogue of Life.